# 追想 (1956年の映画)
『追想』（ついそう、原題: Anastasia）は1956年のアメリカ合衆国のドラマ映画。監督はアナトール・リトヴァク、出演はユル・ブリンナーとイングリッド・バーグマンなど。ロシア帝国のアナスタシア皇女が存命するという巷間の伝説を元にした、マルセル・モーレットによる1955年の戯曲『アナスタシア』の映画化。両大戦間のフランスが舞台。
イングリッド・バーグマンがこの作品で2度目のアカデミー主演女優賞を受賞した。1997年にストーリー構成がいくつか類似したアニメ映画『アナスタシア』が公開された。

## ストーリー
10代の若き皇女アナスタシア皇女含めてロシア皇帝ニコライ2世の一家が十月革命の後にボリシェヴィキによって殺害されたと推測されてから10年が経過した。ロシア帝国の元将軍ボーニンはニコライ2世が4人の娘のためにイングランド銀行に預金した1000万ポンドのロマノフ家の遺産に目をつける。ボーニンは街で拾った記憶喪失の女性アンナ・ニコルを生存が噂されるアナスタシア皇女に仕立てて遺産を手に入れようと、彼女に各種レッスンを施して「本物」らしく仕立てる。
ついにデンマークで甥のポール公と余生を過ごす皇太后との「涙の対面」にまで漕ぎつける。ふとした妙な咳から皇太后は彼女が本物のアナスタシアであることに気付く。資産目当てでボーニンに協力するポール公とアンナの数週間後の婚約発表も決まったが、ボーニンのアンナへの想いも「本物」になってしまい、二人が愛し合うという誤算が生じる。そして婚約発表当日、披露の場にボーニンとアンナの姿は無かった。孫娘が行方不明となる事態に、全てを承知していた皇太后は「芝居は終わった。家にお帰りなさい」と招待客に告げるためにポール公を伴って会場に向かう。

## キャスト
| 役名                            | 俳優                     | 日本語吹替 |
| 役名                            | 俳優                     | NETテレビ版 |
| ------------------------------- | ------------------------ | --- |
| パヴロヴィッチ・ボーニン        | ユル・ブリンナー         | 小林修 |
| アンナ・コレフ アナスタシア皇女 | イングリッド・バーグマン | 水城蘭子 |
| チェルノフ                      | エイキム・タミロフ       | 早野寿郎 |
| ペトローニン                    | サッシャ・ピトエフ       | 杉浦宏敏 |
| ステファン                      | グレゴワール・グロモフ   | 村越伊知郎 |
| ポール公                        | イヴァン・デニ           | 北原隆 |
| 皇太后                          | ヘレン・ヘイズ           | 井上千枝子 |
| リーフェンバウム男爵夫人        | マーティタ・ハント       | |
| チェンバレン                    | フェリックス・エイルマー | |
| 不明 その他                     |                          | 臼井正明 八奈見乗児 前田敏子 槐柳二 高村章子 和田啓 杉田俊也 麻生みつ子 花形恵子 北原文枝 遠藤晴 加藤修 矢田耕司 風祭修一 |
|                                 |                          | |
| 演出                            | 演出                     | 高桑慎一郎 |
| 翻訳                            | 翻訳                     | 山田小枝子 |
| 効果                            | 効果                     | 南部満治 |
| 調整                            | 調整                     | 坂巻四郎 |
| 制作                            | 制作                     | グロービジョン |
| 解説                            | 解説                     | 淀川長治 |
| 初回放送                        | 初回放送                 | 1967年12月10日 『日曜洋画劇場』                                                                                           |

※日本語吹替はDVD収録